# Канги
Канги (寛喜), позната и као Канки је јапанска ера (ненко) која је настала после Антеи и пре Џоеи ере. Временски је трајала од марта 1229. до априла 1232. године и припадала је Камакура периоду. Владајући монарх био је цар Го-Хорикава.

## Важнији догађаји Канги ере
- 1230. (Канги 2, дванаести месец): Куџо Јорицуне се жени ћерком Минамота но Јориеа. Она је 15 година старија од њега.[3]
- 1231. (Канги 3, други месец): Јорицуне се уздиже на хијерархији двора. Сада припада другом ранку, четврте класе моћника.[3]
- 1231. (Канги 3, трећи месец): Јорицуне је постао генерал левице (левог блока).[3]
- 1231. (Канги 3, четврти месец): Јорицуне се опет уздиже на хијерархији двора. Достигао је први ранк четврте класе моћника.[3]

## Велика глад Канги периода (1229—1232.)
„Између 1229. и 1232. године у Јапану настаје велика глад Канги периода. Због нетипичног хладног и влажног времена, највероватније проузрокованог вулканском активношћу у свету, страдали су усеви. Јапанске аристократе су записале да је у лето 1230. године пао снег а сунце се на небу уопште није видело. У то време Јапанци су морали носити топлију и тежу одећу, као преко зиме, на шта су се аристократе посебно жалиле. Број жртава је био веома висок. Само у 1231. години, на једном имању у централном Јапану је око двадесет процената људи умрло за мање од месец дана. 
Владе цара и шогуна су покушале да ублаже тешке услове али махом неуспешно. Људи су се окренули криминалу и предузете су велике мере како би се држава заштитила од ноћних пљачкаша и превараната али са веома малим успехом. Велика глад је покварила и односе са суседним земљама јер су Јапанци упадали на туђе територије попут Кореје и на њиховом тлу захтевали храну. Глад је довела до бројних свађа између ратника земљопоседника и градских власника а многи од њих нису могли да плате порез. Када жетве нису биле довољне, ратници су под притиском злостављали несрећне сељаке и терали их са поља без икакве наднице. Обе владе (из Камакуре и Кјота) предузеле су кораке како би дали више хране обичним људима и сељацима али су резултати њихових активности били веома скромни.
Најучесталија пракса која је узела маха у покушају да се смањи утицај дуготрајног неуспеха у одржавању усева је легализација продаје људских бића. Чланови породице суочене са глађом, могу изабрати да продају децу или другу родбину у замену за зрно, истовремено обезбеђујући да ће довољно хране имати и продавац и лице које се продаје. Ова пракса годинама је била забрањена али је због ванредног случаја добила званично одобрење у периоду од 1231. до 1239. године што само показује колико је глад Канги ере била озбиљна током овог дела историје. Ова пракса помогла је да се изгладнели расподеле на друге делове земље мање погођене временском непогодом али је такође и неповратно поделила многе породице. 
Сви они који су су били продати, постали су чланови класе робова (покорних радника) и често су боравили у малим баракама или помоћним просторијама кући господара, неретко и у нехуманим условима. Дозвољавање ове праксе јесте помогло у спашавању живота али разбијањем породица, првенствено оних који су се бавили земљорадњом утицала је негативно на производњу усева чак и након следећих, временски више плоднијих година. Након велике глади из 1239. влада је покушавала да укине и донесе блаже законе али без успеха. Нова класа је већ створена а утицај коју ће имати на друштво неће престати ни следећих 400 година[...]“